# Bala Hisar-fort
Het Bala Hisar-fort (Pasjtoe/Urdu/Hindko: قلعه بالاحصار), is een historisch fort in de stad Peshawar in Pakistan. Het fort werd voor het eerst genoemd door de 7e-eeuwse ontdekkingsreiziger Xuanzang en werd gebruikt als koninklijke residentie voor het Durrani-rijk sinds december 1747, toen Ahmad Shah Durrani Peshawar veroverde. De Sikhs bouwden het fort na de verovering van Peshawar in maart 1823 opnieuw op. In 1849 bouwde de Britse Oost-Indische Compagnie de buitenmuren van het fort opnieuw op.

## Ontwerp
Het fort staat op een hoge heuvel in de noordwestelijke hoek van de stad Peshawar. Nog niet zo lang geleden lag het fort op een duidelijke afstand van de oude stad Peshawar, maar nu is door nieuwbouw de ruimte tussen de oude stad en het fort verdwenen. De ligging van het fort op een hoge heuvel geeft echter een indrukwekkend en panoramisch uitzicht over Peshawar en de hele Peshawar-vallei.

## Geschiedenis
Volgens geschiedkundige Ahmad Hasan Dani vond een Chinese boeddhistische monnik en reiziger Xuanzang bij een bezoek aan Peshawar in 630 n.Chr. een "koninklijke residentie" en noemde deze met het Chinese woord Kung Shing, dat voor zijn betekenis wordt gebruikt en wordt uitgelegd als versterkt of ommuurd gedeelte van de stad waarin het koninklijk paleis stond. Xuanzang maakt vervolgens een aparte vermelding van de stad, die niet versterkt was. Hieruit blijkt dat de koninklijke residentie de kern vormde van een citadel, die verder beschermd moet zijn geweest door een gracht. Dani zegt verder dat een kanaal van de oude rivier Bara omgeven was door een hoge plek, die de Bala Hissar en Inder Shahr omvat. Het hoger gelegen gebied zou de citadel geweest kunnen zijn, die de huidige Bala Hisar is. Het fort bestond al vóór de Mughalkeizer Babur, die het Bagram-fort noemde.
Het fort werd gebruikt als koninklijke residentie voor het Durrani-rijk sinds december 1747, toen Ahmad Shah Durrani Peshawar veroverde. De Afghaanse koning Timur Shah Durrani (1773-1793) gebruikte het fort als winterhoofdstad van zijn rijk. Tot het begin van de 19e eeuw was Peshawar de winterhoofdstad van het Afghaanse Rijk, en de Bala Hisar was de koninklijke residentie van de Afghaanse koningen.
De Sikhs bevochten en versloegen de Afghanen in de Slag van Nowshera bij Peshawar in maart 1823. De Sikhs volgden hierop met de vernietiging van het Afghaanse koninklijke hof en de Bala Hisar in Peshawar. Kort daarna begon Hari Singh Nalwa met de wederopbouw van het fort.
Na de Eerste Anglo-Sikh Oorlog in 1845-46, reconstrueerde de Britse Oost-Indische Compagnie de buitenmuren van Bala Hisar in 1849.
Het fort wordt nu gebruikt door het Frontier Corps, een paramilitaire eenheid van het Pakistaanse leger.